# Кульбаба бахчисарайська
Кульбаба бахчисарайська (Taraxacum bachczisaraicum) — вид квіткових рослин з підродини цикорієвих (Cichorioideae).

## Поширення
Ендемік Криму — Україна.

## Біоморфологічна характеристика
Це багаторічна рослина. Тип: ок. Бахчисараю, поблизу Чуфут-Кале, біля дороги.